# Guillaume Guéroult
Guillaume Guéroult (Rouen, 1507 - Lyon, 7 oktober 1569) was een Franse dichter, schrijver en emblematist.

## Leven en werk
Guéroult werkte voor drukkers in Rouen, Genève, Lyon en Vienne als proeflezer, dichter en vertaler vanuit het Latijn. Hij was al op jonge leeftijd protestants gezind en vluchtte rond 1547 naar Genève, maar kwam ook daar in de problemen. Als zwager van de drukker Balthazar Arnoullet (1517–1556) was hij betrokken bij het drukken van de Christianismi Restitutio van Michel Servet, die Calvijn vanwege deze tekst en zijn boek op de brandstapel liet verbranden. 
Guéroult is vooral bekend van zijn emblemenboek (voorloper en bron voor de fabels van Jean de La Fontaine), zijn geestelijke liederen en Psalmberijmingen. Zijn gedicht Susanne un jour inspireerde talloze componisten om het op muziek te zetten, waaronder Orlando di Lasso.
Hij was bevriend met Étienne Jodelle.

## Werken
- Le Premier livre des Emblèmes, Lyon, Balthazar Arnoullet, 1550.
- Second livre de la description des animaux. Lyon, Balthazar Arnoullet, 1550.
- (Vertaler) Chroniques et gestes admirables des empereurs, 2 delen. Lyon, Balthazar Arnoullet, 1552.
- (Vertaler) Leonhart Fuchs, L'histoire des planten mis en commentaires par Leonart Fuschs [sic]. Lyon, Guillaume Rouillé, 1553, 1558 (voorwoord, Tübingen 1542).
- UItgever: Premier et second livre des Pseaulmes et sentences. Genéve. Du Bosc, 1554/55
- (Vertaler) Épitomé de la corographie d'Europe illustré des pourtraitz des villes plus renommées d'icelle. Lyon, Balthazar Arnoullet, 1553.
- (Vertaler) Premier livre des narrations fabuleuses, avec les discours et la vérité et histoires d'icelles.Lyon, Granson, 1558 (met gedichten van Guéroult).
- Chansons spirituelles composées par Guillaume Guéroult, et mises en Musique par Didier Lupi Second. Lyon, Beringen, 1548. Herdrukt in Parijs, N. Du Chemin, 1559.
- Hymnes du temps et de ses parties. Lyon, Jean De Tournes, 1560.
- La description philosophale de la nature et condition des animaux tant raisonnables que bruts, avec le sens moral compris sur le naturel et condition. Lyon, Benoit Rigaud, 1561 (gravures samen met moralistische gedichten).
- (red.) Figures de la Bible, Lyon, Guillaume Rouillé, 1564.